# Diego de la Calzada
Diego de la Calzada foi um prelado católico romano que serviu como bispo auxiliar de Toledo (1578–1589?).

## Biografia
No dia 17 de fevereiro de 1578, Diego de la Calzada foi nomeado durante o papado de Gregório XIII Bispo Auxiliar de Toledo e Bispo Titular de Salona. Enquanto bispo, foi o principal co-consagrador de Francisco Trujillo García, bispo de Leão (1578); Antonio Manrique, bispo de Calahorra e La Calzada (1587); Antonio Zapata y Cisneros, Bispo de Cádiz (1587); Pedro Portocarrero, bispo de Calahorra y La Calzada (1589), e Juan de Zuazola, bispo de Astorga (1589).